# Valter Vinagre
Valter Vinagre (Avelãs de Caminho, Anadia, 14 de maio de 1954) é um fotógrafo português.
Entre 1986 e 1989, frequentou o plano de estudos em Fotografia do Ar.Co - Centro de Arte e Comunicação Visual, em Lisboa, e atualmente é professor de fotografia na ETEO - Escola Técnica Empresarial do Oeste, nas Caldas da Rainha.
Desde 1988, Vinagre apresenta exposições individuais, tendo também participado em diversas exposições coletivas, em Portugal e no estrangeiro.
Em 1989, recebeu a Menção Honrosa "Pinheiro Manso", da S.E.A e, em 1999, recebeu o prémio da 6.ª Bienal de Fotografia de Vila Franca de Xira.
Valter Vinagre foi vencedor do Prémio Autores, da Sociedade Portuguesa de Autores, em 2006, por “Posto de Trabalho”, um olhar sobre a prostituição à beira da estrada.

## Exposições
Do seu percurso salientam-se exposições como: 
- "Cá na terra", Arquivo Fotográfico Municipal, Lisboa, Portugal
- "Bored in the USA" no Centro Cultural Emmerico Nunes em Sines, Portugal
- "Carta do sentir" no Museu da Imagem em Braga, Portugal
- "Sob a pele", 1996|2007 View em Lisboa, Portugal
- "Espírito nas ilhas", Museu Histórico Nacional, Rio de Janeiro, Brasil
- "Variações para um fruto", Museu Francisco Tavares Proença *Júnior, Castelo Branco, Portugal
- "Húmus", Centro Cultural de Cascais, Portugal
- "Animais de estimação/Pets", Centro Cultural Raiano, Idanha-a-Nova, Portugal

Participou, igualmente, em diversas mostras coletivas, tanto em Portugal como no estrangeiro.

## Livros
Na sua bibliografia contam-se livros de fotografia, catálogos e ilustração de livros.
- 1998 - "Na cidade", IST - Instituto Superior Técnico, Portugal ISBN 978-972-84-6922-1
- 2004 - "Variações para um fruto", Assírio & Alvim, Portugal ISBN 978-972-37-0943-8
- 2004 - "Bored in the USA", Assírio & Alvim, Portugal ISBN 978-972-37-0885-1
- 2005 - "Monte Siano", Assírio & Alvim, Portugal ISBN 978-972-37-0986-5
- 2005 - "Ensaiar", Assírio & Alvim, Portugal ISBN 978-972-37-1033-5
- 2007 - "Para", Assírio e Alvim, Portugal ISBN 978-972-37-1172-1
- 2015 - "Posto de Trabalho", XYZ Books, Portugal ISBN 978-989-99063-1-0
- 2016 - "Debates - O que queremos ver quando olhamos" (com André Tavares), Cityscópio Portugal ISBN 978-989-97699-6-0
- 2017 - "Meio do Caminho", Althum, Portugal ISBN 978-989-68309-6-0
- 2018 - "Sob o Signo da Lua", Dafne Editora, Portugal ISBN 978-989-82174-3-1
- 2022 - "Homen morto passou aqui", Associação Número – Arte e Cultura e da Éditions Loco, França ISBN 978-284-31406-2-4
- 2022 - "A Noite Magoa", Omnichord, Portugal ISBN 978-989-33346-5-2
- 2022 - "Despedido", Pierrot le Fou, Portugal ISBN 978-989-53583-3-5